# ماثيو هنري ديفيز
ماثيو هنري ديفيز (بالإنجليزية: Matthew Henry Davies)‏ هو سياسي أسترالي، ولد في 1 فبراير 1850 في أستراليا، وتوفي في 26 نوفمبر 1912 في نفس البلد. انتخب عضو الجمعية التشريعية فيكتوريا.